# Maria Anna Szapary de Muraszombath
Maria Anna Caroline Franziska Walpurga Bernadette Szapáry de Muraszombath, Széchysziget et Szápár (2 de agosto de 1911 - 17 de abril de 1988) foi uma condessa britânica, filha do conde Frigyes Szapáry e da condessa Hedwig von Szapáry (nascida princesa Maria Hedwig de Windisch-Grätz), filha de Alfredo III, Príncipe de Windisch-Grätz, que tinha sido ministro Presidente da Áustria entre 1893-1895 e serviu como presidente da Câmara Alta.

## Casamentos
Casou em primeiro lugar com o barão alemão Günther von Reibnitz em 17 de dezembro de 1941 e se divorciaram em 1946. Eles tiveram dois filhos:
- Friedrich von Reibnitz (16 de novembro de 1942)
- Maria Cristina, Princesa Miguel de Kent (nascida baronesa Marie Christine von Reibnitz) esposa do príncipe Miguel de Kent um primo da rainha Elizabeth II.

Casou em segundo lugar com Thaddäus Koczorowski em 23 de fevereiro de 1952 na Austrália. Eles tiveram um filho:
- Maciej (Matthias) Koczorowski (1 de fevereiro de 1953)

## Títulos
- 2 de agosto de 1911 - 17 de dezembro de 1941: Condessa Maria Anna Szapáry
- 17 de dezembro de 1941 - 1946: Condessa Maria Anna von Muraszombath, Baronesa Günther von Reibnitz
- 1946 - 23 de fevereiro de 1952: Condessa Maria Anna von Muraszombath
- 23 de fevereiro de 1952 - 17 de abril de 1988: Condessa Maria Anna von Muraszombath, Sra. Thaddäus Koczorowski